# Messe de la Sorbonne
La Messe de la Sorbonne est une messe polyphonique datée du XIVe siècle qui comprend des parties de l'ordinaire de la messe. Cet ensemble incomplet est considéré comme le plus ancien exemple d'une messe cyclique unifiée précédant en cela la Messe de Notre Dame de Guillaume de Machaut. 
Autrefois désignée sous le nom de messe de Besançon elle a pris depuis le nom du lieu de sa conservation, l'institut de musicologie de la Sorbonne. Le manuscrit a été découvert par l'abbé Jean-François-Nicolas Richard au XIXe siècle. Puis, il a été retrouvé et étudié en 1954 par le musicologue Jacques Chailley. 

## Hypothèse d'une attribution à  Johannes Lambuleti
Elle fut attribuée par Jacques Chailley à Johannes Lambuleti sur la foi d'une inscription de son nom Johes Labuleti dans le Kyrie, entre les voix de motetus et de tenor. Tous les textes sont de la même main tandis que la couleur de l'encre rouge est identique à celle du damier décorant le bout de portée et les surcharges sur les majuscules de Que sumus aux voix de triplum et de motetus. Cette paternité a été contestée par le musicologue Leo Schrade, qui considère Lambelet comme un copiste et non comme l'auteur de cette messe. Même de nos jours, l'on ignore Johannes Lambuleti. Jacques Chailley supposait qu'il s'agissait de frère Vernier (ou Garnier) Lambelet nommé comme chantre à l'abbaye augustine de Montbenoît. Maria del Carmen Gomez a exhumé des archives espagnoles le nom de deux chanteurs, Edmon et Geronimo Lambullet, membres de la chapelle du roi Alphonse V d'Aragon entre 1416 et 1422. Ce nom se trouve précisément dans le cartulaire de l'église de Sainte-Menehould, dressé en avril 1418, contenant le "service et obit petit de Jean Lambelet le Jeune, fils de Jean Lambelet, le 6 octobre [1417]...".

## Structure de la messe
La messe est à trois voix dans les parties du Kyrie (sans l'exposition du Christe ni du dernier Kyrie) du Gloria du Sanctus sauf l'Agnus dei dont on ne conserve que deux voix mais dont on présume qu'il fut à l'origine à trois voix, et le Benedicamus Domino dont la voix supérieure fait un contrepoint sur le plain-chant Benedicamus II.
La messe comprend cinq parties : 
1. Kyrie, Expurgator scelerum
2. Gloria
3. Sanctus,
4. Agnus dei,
5. Benedicamus Domino

Selon l'hypothèse de Raphaël Picazos, deux autres bi-folios, soit six pages, auraient été perdus, notamment le Credo :  A [I](perdu), B [II] f.1 [III] f.1 verso, C [IV](perdu) [V](perdu) [VI](perdu) [VII](perdu), B [VIII] f.2 [IX] f.2 verso, A [X](perdu).